# Mark Dindal
Mark Dindal (Columbus (Ohio), 1960) és un cineasta, animador i actor de veu nord-americà, famós per haver dirigit tres pel·lícules d'animació, Cats Don't Dance (1997), L'emperador i les seves bogeries (2000) i Chicken Little (2005). Va treballar en molts projectes de Disney com a un animador d'efectes, i també va dirigir els efectes especials de diverses pel·lícules, com ara La Sireneta (1989) i The Rescuers Down Under (1990).

## Primers anys
En créixer, Dindal va ser influenciat per les pel·lícules de Disney i els dibuixos animats del dissabte de Warner Bros.. Una de les seves primeres influències va ser The Sword in the Stone, que recorda que la seva àvia el va portar a veure quan tenia tres anys. També va ajudar que el seu pare prengués l'art com un hobby i ensenyés a Dindal a dibuixar mentre creixia a Syracuse (Nova York).
Durant la seva adolescència, Dindal va assistir a la Jamesville-DeWitt High School, on va assistir a la majoria de les classes d'art que l'escola havia d'oferir, a més de fer còmics i curtmetratges. Dindal va aprendre animació a CalArts. Va començar a treballar a Disney l'any 1980.

## Carrera
Els seus primers treballs incloïen The Fox and the Hound (1981), The Black Cauldron (1985), Mickey's Christmas Carol  (1983), The Great Mouse Detective (1986) i Oliver & Company (1988), cadascun seguint un estil d'animació molt semblant a totes les pel·lícules. Aquest estil consistia en fons similars amb una animació delicada i efectes de personatges complexos, que va tenir una bona acollida.
Després d'aquests projectes, Dindal va deixar Disney breument per treballar en diversos projectes per a diferents estudis, com BraveStarr i The Brave Little Toaster. Va tornar a l'estudi el 1987 i va obtenir el seu primer paper de cap com a supervisor d'efectes visuals per a La Sireneta (1989). Més tard va treballar com a animador principal de la pel·lícula The Rescuers Down Under (1990) i va treballar com a animador d'efectes a la pel·lícula d'animació Aladdin (1992).
La primera vegada que Dindal va ocupar la cadira de director va ser per a un breu segment de propaganda bèl·lica d'estil dels anys 40 per a la pel·lícula de superherois de 1991, The Rocketeer. Treballant amb un equip de 3 animadors més, Dindal es va inspirar en dibuixos animats de la guerra de Disney com Victory Through Air Power i la sèrie de pel·lícules de Frank Capra Why We Fight.
El primer llargmetratge de Dindal va ser Cats Don't Dance, que es va estrenar el 1997, tres anys abans que L'emperador i les seves bogeries fos llançat el 2000. A Cats Don't Dance Dindal va donar la veu a Max. La pel·lícula va guanyar el Premi Annie a la millor pel·lícula d'animació i Dindal va ser nominada a la direcció. Inicialment s'esperava que L'emperador i les seves bogeries fos una funció musical de Disney anomenada Kingdom of the Sun. Tanmateix, la idea no va funcionar, segons Dindal, juntament amb Chris Williams i David Reynolds van canviar el guió a una comèdia. Durant els sis anys de producció, va començar a treballar en Cats Don't Dance, una producció musical animada de Turner Broadcasting (des de llavors es va fusionar amb Warner Bros.).
Dindal va treballar a Chicken Little (2005), una altra producció de Disney, que necessitava un gran equip d'animació. Dindal va donar veu a Morkubine Porcupine i Coach a la pel·lícula. La pel·lícula va ser nominada a diverses Annies, encara que Dindal no va ser nominat com a director. Durant la producció de la pel·lícula, DisneyToon Studios va produir Kronk's New Groove com a funció directe a vídeo. Com que Dindal estava treballant a Chicken Little en aquell moment, no tenia cap lloc a la plantilla. Més tard, Dindal va crear la sèrie de televisió The Emperor's New School (2006–2008).
El març de 2006, un dia després del llançament en DVD de Chicken Little, Dindal i el productor Randy Fullmer van abandonar l'empresa perquè aparentment estaven cansats de tractar amb l'aleshores cap de WDFA David Stainton. Durant tres anys, Dindal va dirigir diverses pel·lícules d'acció en viu, inclosa Sherlock's Secretary i Housebroken, ambdues per Walden Media, i una adaptació cinematogràfica del llibre infantil Kringle per a Paramount Pictures.
El desembre de 2010, Dindal dirigia a DreamWorks Animation la pel·lícula d'animació Me and My Shadow, basada en el seu pròpia presentació que hauria combinat tant ordinador com animació tradicional. Al gener 2012, ja no dirigia la pel·lícula i va ser substituït per l'artista de la història Alessandro Carloni com a director, i la pel·lícula ha estat en development hell des de 2013.
El juliol de 2014, va oferir il·lustracions per a la pel·lícula documental Restrung, centrada en el seu col·lega Randy Fullmer en la seva carrera a Wyn Guitars des del 2006. El 12 de novembre de 2018, es va anunciar que Dindal dirigiria la pel·lícula animada de Garfield per Alcon Entertainment, amb la preproducció que començarà el mes següent a Los Angeles. El març de 2019, Dindal va participar com a artista de la història i va ajudar a dissenyar els personatges, Gus i Cooper, per la pel·lícula de Nickelodeon Movies de 2019 El parc màgic. Aquell mateix any, es va anunciar que Dindal, juntament amb el veterà de Pixar Teddy Newton, desenvoluparà una pel·lícula basada en les figures pop de Funko per a Warner Animation Group.
El novembre de 2021, es va anunciar que Garfield era produït per Sony Pictures Releasing per a un llançament mundial (exclosa la Xina), i protagonitzada per Chris Pratt en el paper principal. La pel·lícula també reunirà Dindal amb el guionista de New Groove David Reynolds, que està escrivint el guió. A l'agost de 2022 , la pel·lícula estava programada per estrenar-se el 16 de febrer de 2024.

## Vida personal
Dindal és pare de dues filles, que van ser la inspiració per a la seva presentació original Chicken Little.

## Filmografia
| Any       | Títol                                  | Director | Guionista  | Animador | Altres | Note                                                                                             |
| --------- | -------------------------------------- | -------- | ---------- | -------- | ------ | ------------------------------------------------------------------------------------------------ |
| 1981      | The Fox and the Hound                  | No       | No         | Sí       | No     | Efectes entre artistes (sense acreditar)                                                         |
| 1982      | Fun with Mr. Future                    | No       | No         | Sí       | No     |                                                                                                  |
| 1983      | Mickey's Christmas Carol               | No       | No         | Sí       | No     | Animador d’efectes                                                                               |
| 1985      | The Black Cauldron                     | No       | No         | Sí       | No     | Animador d’efectes                                                                               |
| 1986      | The Great Mouse Detective              | No       | No         | Sí       | No     | Animador d’efectes                                                                               |
| 1987      | Sport Goofy in Soccermania             | No       | No         | Sí       | No     | Animador d’efectes                                                                               |
| 1987      | The Brave Little Toaster               | No       | No         | No       | Sí     | Consultor d'efectes d'animació                                                                   |
| 1987      | Pinocchio and the Emperor of the Night | No       | No         | Sí       | No     | Animador d'efectes especials                                                                     |
| 1988      | BraveStarr                             | No       | No         | Sí       | No     | Animador d'efectes especials                                                                     |
| 1988      | BraveStarr: The Legend                 | No       | No         | Sí       | No     | Animador d'efectes                                                                               |
| 1988      | Oliver & Company                       | No       | No         | Sí       | No     | Animador d'efectes                                                                               |
| 1989      | La Sireneta                            | No       | No         | Sí       | No     | Supervisor d'efectes visuals                                                                     |
| 1990      | The Prince and the Pauper              | No       | No         | Sí       | No     | Storyboard artist                                                                                |
| 1990      | The Rescuers Down Under                | No       | No         | Sí       | No     | Cap Animador d'efectes                                                                           |
| 1991      | The Rocketeer                          | No       | No         | Sí       | No     | Director: Sement de la invasió nazi                                                              |
| 1992      | Frozen Assets                          | No       | No         | No       | Sí     | Productor secuències d'animació                                                                  |
| 1992      | Tom and Jerry: The Movie               | No       | No         | Sí       | No     | Animador d'efectes                                                                               |
| 1992      | Aladdin                                | No       | No         | Sí       | No     | Animador d'efectes                                                                               |
| 1992      | The Little Mermaid                     | No       | No         | Sí       | Sí     | Consultor d’efectes (1 episodi), Animador d'efectes (2 episodis), artista storyboard (1 episodi) |
| 1993      | Happily Ever After                     | No       | No         | Sí       | No     | Animador d'efectes especials, veu de Goons (sense acreditar)                                     |
| 1997      | Cats Don't Dance                       | Sí       | Sí         | Sí       | Sí     | Story, dissenyador de personatges, artista de storyboard, supervisor de storyboard, veu de Max   |
| 2000      | L'emperador i les seves bogeries       | Sí       | Sí         | No       | Sí     | Story, vdu de Cat Yzma                                                                           |
| 2002      | The Sweatbox                           | No       | No         | No       | Sí     | Ell mateix, documental                                                                           |
| 2005      | Chicken Little                         | Sí       | Sí         | Sí       | Sí     | Història, dissenyador de personatges, veu de Morkubine Porcupine & Coach                         |
| 2005      | Kronk's New Groove                     | No       | No         | No       | Sí     | Basat en personatges (sense acreditar)                                                           |
| 2006–2008 | The Emperor's New School               | No       | Sí         | No       | No     | Creador, guionista                                                                               |
| 2014      | Restrung                               | No       | No         | No       | Sí     | Il·lustrador, documental                                                                         |
| 2019      | Wonder Park                            | No       | No         | Sí       | No     | Story Artist                                                                                     |
| 2024      | The Garfield Movie                     | Sí       | A anunciar | No       | No     | En producció                                                                                     |

### Internet
| Any  | Títol                         | Paper      |
| ---- | ----------------------------- | ---------- |
| 2011 | TAG Blog                      | Ell mateix |
| 2015 | Lights, Camera, Austin        | Ell mateix |
| 2020 | Happily Ever After Hours      | Ell mateix |
| 2021 | Disney Movie Insider Presents | Ell mateix |

## Premis i nominacions

### Nominacions
- Millor assoliment individual: direcció d'un llargmetratge per Cats Don't Dance (Annie) (1997)
- Assoliment individual destacat per escriure en una producció de llargmetratges d'animació per a L'emperador i les seves bogeries (Annie) (2001)
- Assoliment individual destacat per la direcció d'una producció d'animació per a L'emperador i les seves bogeries (Annie) (2001)
- Millor pel·lícula d'animació per L'emperador i les seves bogeries i Chicken Little (Annie) (2001; 2006)
- Millor pel·lícula d'animació o de mitjans mixts per L'emperador i les seves bogeries i Chicken Little (Premi Satellite) (2000; 2005)
- Millor pel·lícula d'animació per Chicken Little (Critics' Choice Movie Awards) (2005)

### Premis
- Millor pel·lícula d'animació per Cats Don't Dance (Annie) (1997)